# 11 Pułk Piechoty (LWP)
11 pułk piechoty (11 pp) – oddział piechoty ludowego Wojska Polskiego.

## Formowanie i zmiany organizacyjne
Sformowany we wsi Kijanica w rejonie Sum na podstawie z rozkazu nr 01 dowódcy 1 Armii Polskiej w ZSRR z 1 kwietnia 1944 w oparciu o radziecki etat pułku strzeleckiego nr 04/501.
Wchodził w skład 4 Pomorskiej Dywizji Piechoty im. Jana Kilińskiego z 1 Armii WP.
W czerwcu 1945 na bazie 11 pułku piechoty 4 DP w Stargardzie sformowano 13 specjalny pułk bezpieczeństwa (krótko potem przeniesiony do Szczecina). Jesienią 1945 rozformowano 13 pułk. Na jego bazie sformowano także 9 samodzielny batalion ochrony w Gdańsku (czasowo w Starogardzie Gdańskim).

## Skład etatowy
dowództwo i sztab
- 3 bataliony piechoty
- kompanie: dwie fizylierów, przeciwpancerna, rusznic ppanc, łączności, sanitarna, transportowa
- baterie: działek 45 mm, dział 76 mm, moździerzy 120 mm
- plutony: zwiadu konnego, zwiadu pieszego, saperów, obrony pchem, żandarmerii

Razem:
żołnierzy 2915 (w tym oficerów – 276, podoficerów – 872, szeregowców – 1765).
Sprzęt:
162 rkm DP, 54 ckm Maxim wz. 1910, 66 rusznic ppanc PTRD i PTRS, 12 armat ppanc 45 mm, 4 armaty 76 mm, 18 moździerzy 50 mm, 27 moździerzy 82 mm, 8 moździerzy 120 mm

## Marsze i działania bojowe
Najcięższe walki toczył na Wale Pomorskim zdobywając Złotów i nacierając w pierwszym rzucie na południe od Nadarzyc. Uczestniczył w walkach o Kołobrzeg zdobywając węzeł kolejowy.
W czasie forsowania Odry wszedł do walki w rejonie Wriezen. Walczył na terenie Brandenburgii i osiągnął Łabę w rejonie Arneburga.
|  |  |  |  |  |

|  |  |  |

## Przekształcenia
11 Pułk Piechoty → 13 Specjalny Pułk Bezpieczeństwa → [...] → 12 Pułk KBW Ziemi Szczecińskiej → 12 pułk Wojsk Obrony Wewnętrznej → 1968 rozformowany

## Okres powojenny

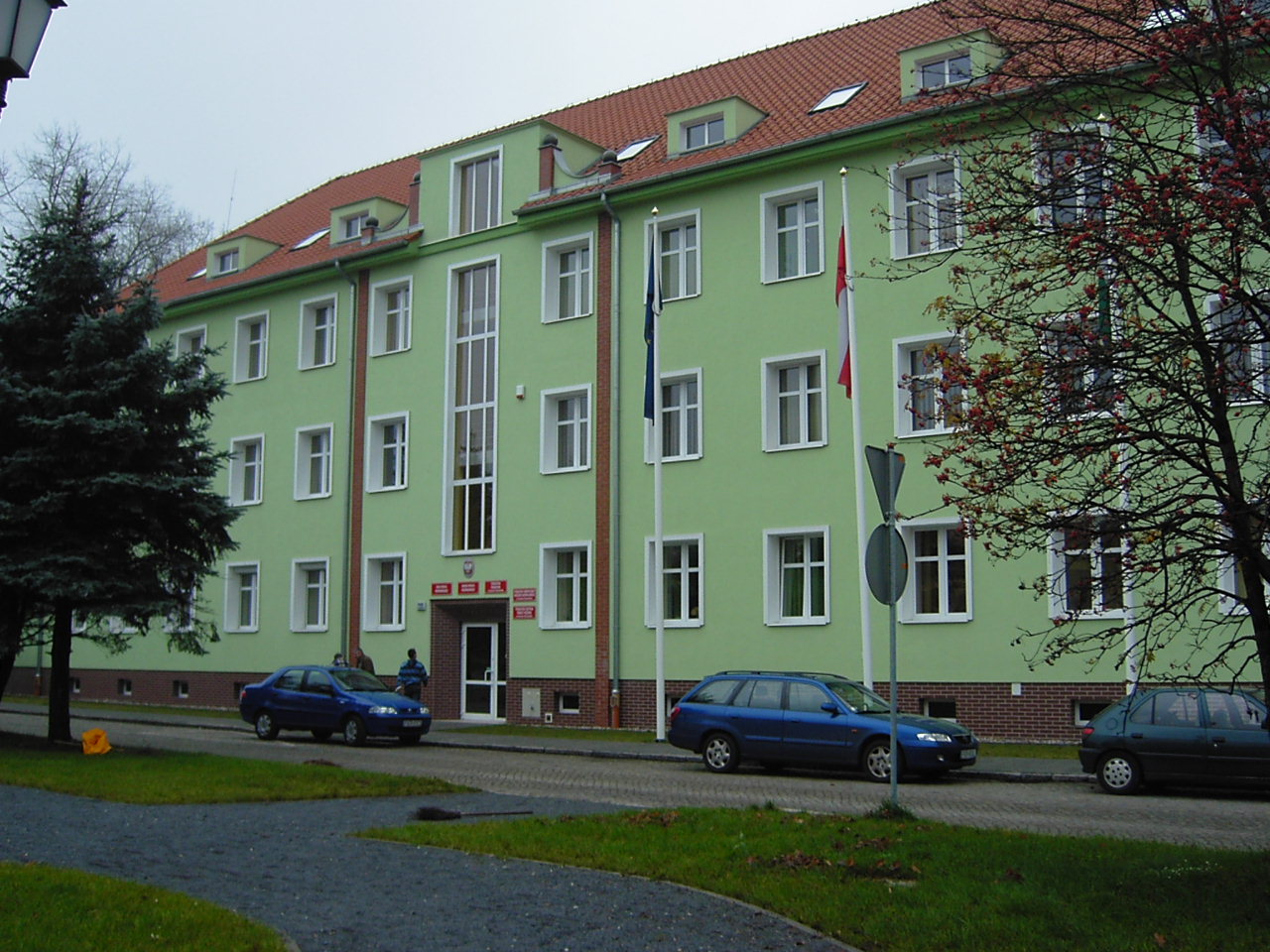
Krosno Odrzańskie – w tym budynku funkcjonował sztab pułku

W sierpniu 1945 odtworzono 4 Dywizję Piechoty (w tym 11 pp), formując ją w rejonie Poznania i Biedruska na bazie 3 i 5 Zapasowego Pułku Piechoty.
W wykonaniu rozkazu Ministra Obrony Narodowej nr 0045/org. z 17 maja 1951, 11 pułk piechoty w terminie do 1 grudnia 1951 przeformowany został na etat nr 2/120 o stanie 1974 wojskowych i 35 kontraktowych.
W 1952, będąc w składzie 2 KA, stacjonował w Krośnie Odrzańskim.
21 września 1958 – przekazano pułkowi nowy sztandar. Wręczył go w Krośnie Odrzańskim szef sztabu ŚOW gen. bryg. Włodzimierz Kopijkowski.
Z dniem 15 sierpnia 1962 – przeformowany na 11 Złotowski pułk zmechanizowany.
Miejsce stacjonowania jednostki
- Kalisz – ul. Łazienna 6 (od jesieni 1945 – do czerwca 1948)
- Leszno – (do marca 1949)
- Krosno Odrzańskie – ul. Obrońców Stalingradu (ul. Piastów)

## Żołnierze pułku
Dowódcy pułku
- płk Witalis Kondratowicz – od 6 maja 1944 – do końca wojny
- płk Piotr Karpowicz – w sierpniu 1946
- mjr Jan Stachura – w czerwcu 1956
- ppłk Władysław Jakimow – we wrześniu 1958

Odznaczeni Krzyżem Srebrnym Orderu Virtuti Militari
1. ppor. Borys Kekin
2. szer. Michał Pietrasz
3. plut. Michał Robak
4. kpt. Feliks Szczepański